# Erik Gundersen
Erik Gundersen (født 8. oktober 1959) er en tidligere speedwaykører, der vandt 17 verdensmesterskaber. Herunder tre individuelle i 1984 i Göteborg, 1985 i Bradford, England og i 1988 i Vojens.
Erik Gundersen blev invalid ved et massestyrt under VM-finalen i England for hold 17. september 1989. Han fik en alvorlig rygmarvsskade, og man mente ikke, han ville overleve. Men efter en lang genoptræning blev Gundersen i stand til at gå igen, selvom han er erklæret 70% invalid.
Erik Gundersen blev nogle år efter ulykken igen involveret i sporten, da han var landstræner for speedwaylandsholdet i Danmarks Motor Union fra 1991-2002, hvilket han fulgte op med at være ungdomstræner samme sted. 
Erik Gundersen drager nu på en landsdækkende foredragsturné sammen med Ole Olsen og Hans Nielsen, i forsøget på – en gang for alle - at begrave de stridigheder, som kastede lange skygger over en af Danmarkshistoriens mest succesrige sportslige epoker.
Erik Gundersen er også fætter til fodboldtræner Henrik Gundersen.